# Olethrius insularis
Olethrius insularis là một loài bọ cánh cứng trong họ Cerambycidae.